# Воцкијаро (Таранто)
Воцкијаро (итал. Vocchiaro) је насеље у Италији у округу Таранто, региону Апулија.
Према процени из 2011. у насељу је живело 62 становника. Насеље се налази на надморској висини од 183 м.